# حميد أباد (فراغة)
حميد أباد (بالفارسية: حمیدآباد) هي قرية تقع في إيران في قسم فراغة الريفي.